# デンマーク放送協会

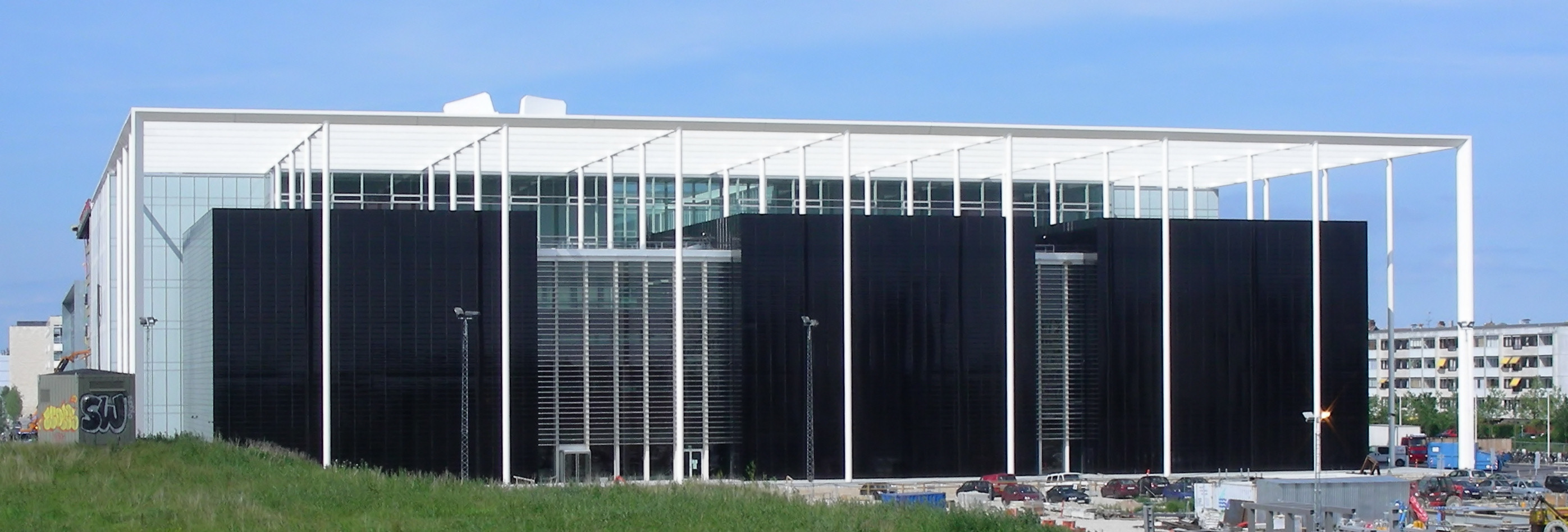
DR新社屋のDRビューウン

デンマーク放送協会（DR）は、デンマークにおける公共放送局（ラジオ・テレビ兼営）。1925年設立。本部はコペンハーゲン。使用言語は、主にデンマーク語。EBU欧州放送連合の創立メンバーのひとつ。

## 歴史
- 1925年4月1日 放送システム(Radioordningen)発足。
- 1926年 国営放送(Statsradiofonien,略称SR)に改称。
- 1927年8月27日　ラジオ放送を開始。
- 1939年　デンマーク放送交響楽団(Radiounderholdnings-orkesteret) 設立。
- 1943-1944年　ナチス・ドイツがデンマーク語の放送を禁止。。
- 1945年　ラジオ・ハウス(Radiohuset)完成。
- 1951年　テレビ（PAL方式アナログ放送、モノクロ）放送開始。
- 1959年　クラシック音楽、ジャズ専門ラジオ局　P2　開局。
- 1959年　デンマーク放送(Danmarks Radio,略称DR)に社名変更。
- 1963年1月1日　デンマークで番組製作していた国際水域からの海賊放送局「ラジオ・メルキュール」(Radio Mercur)の非合法化に対応して、若者向ポピュラー音楽専門局　P3　を開局。
- 1965年　新本社ビルテレビ・ビューウン(TV-Byen)がコペンハーゲン郊外グラドサクセに完成。
- 1965年10月15日　テレビ・ニュースを初放送。
- 1967年　ラジオ-FMステレオ放送を開始。
テレビ-UHFでカラー実験放送を開始。
- 1970年　電波帯の再編によりP3をFM化。
- 1978年10月2日　テレビ-ニュースをカラー化。
- 1983年　テレビ-文字多重放送開始。
- 1988年　テレビ-NICAMによるステレオ放送開始。
- 1996年　従来略称だったDRを正式な社名として採用。
- 2005年3月31日　デジタル・テレビ放送開始。
- 2008年5月9日　　新本社テレビ・ビューウン(DR Byen)(総面積13万2,000㎡)コペンハーゲン市内（S区）に完成。
80年放送し続けたカルンボー送信所からの長波アナログ放送を廃止。
- 2009年　DRコンサートホール(DR Koncerthuset)(2200名収容)開業。

## 主なチャンネル

### ラジオ
- P1
- P2
- P3
- P4

### テレビ
- DR1
- DR2
- DR3
- DR K
- DR Ramasjang
- DR Ultra